# Красные Холмы (Тульская область)
Красные Холмы — деревня в Щёкинском районе Тульской области в составе Лазаревского сельского поселения.

## География
Находится в центральной части Тульской области на расстоянии приблизительно 24 км на юг-юго-запад по прямой от города Щёкино, административного центра района.

## История
В 1859 году здесь (деревня Холмы Крапивенского уезда Тульской губернии) было учтено 24 двора, в 1926 — 57 (тогда в Плавском районе), в конце 1930-х годов — 45.

## Население
Постоянное население составляло 183 человека (1859 год), 294 (1926), 49 (русские 96 %) в 2002 году, 25 в 2010.